# Общество взаимного кредитования
Общество взаимного кредитования — правовая форма организации поддержки субъектов малого предпринимательства, предусмотренная действовавшим в Российской Федерации с 1995 года по 2007 год законодательством о государственной поддержке малого предпринимательства.
Целью деятельности обществ взаимного кредитования являлось аккумулирования временно свободных денежных средств участников указанных обществ в целях оказания им финансовой помощи.
Общества взаимного кредитования субъектов малого предпринимательства были вправе не размещать обязательные резервы в Центральном банке Российской Федерации, могли поручать управление собственными ресурсами банку — депозитарию или иной кредитной организации, имели право самостоятельно определять размер, периодичность и порядок внесения вкладов (взносов) участниками указанных обществ, а также предельные размеры, сроки и условия оказания им финансовой помощи, были не вправе предоставлять денежные средства физическим и юридическим лицам, которые не являются участниками обществ взаимного кредитования.
Прообразом правовой формы обществ взаимного кредитования было существовавшее в России в XIX—XX веках общество взаимного кредита.